# 몬테비데오 협약

몬테비데오 협약은 아메리카 대륙에서 어떤 나라가 독립 국가라고 주장할 때 이것을 어떻게 받아들여야 하는지, 국제법상 어떤 경우 국가가 성립되었다고 봐야 하는지 등을 의논해서 발표한 선언문이다.
1933년 12월 26일 우루과이 몬테비데오에서 아메리카 대륙에 위치한 국가 20개국(아르헨티나, 브라질, 칠레, 콜롬비아, 코스타리카, 쿠바, 도미니카 공화국, 에콰도르, 엘살바도르, 과테말라, 아이티, 온두라스, 멕시코, 니카라과, 파나마, 미국, 베네수엘라)이 협약에 서명했으며 1934년 12월 26일을 기해 발효되었다.

## 같이 보기
- 주권